# Диана Любенова
Диана Любенова Стоянова е българска актриса и телевизионна водеща.

## Биография
Диана Любенова е родена на 24 ноември 1972 г. във Видин.
Завършва актьорско майсторство за драматичен театър в НАТФИЗ „Кръстю Сарафов“ през 1998 в класа на професор Надежда Сейкова. През 1999 г. завършва магистратура.
В периода 2004 – 2007 г. е водеща на предаването „Секс игри, ах“. Участва в няколко чуждестранни и български продукции, между които сериалите „Морска сол“, „Забранена любов“, „Корпус за бързо реагиране“ и филмите „Кодът“, „Филип“ и др. Снимала се е за българската версия на списание „Playboy“.
През март до юни 2013 г. участва в шоуто „Като две капки вода“.
От септември 2013 г. до юли 2021 г. заедно с Мариана Векилска (която напуска през 2018 г.), Александра Кръстева (която замества Векилска) и Жени Марчева е водеща на съботно-неделния сутрешен блок на bTV – „Тази събота и неделя“, където основно се занимава с лайфстайл теми. От септември 2021 г. вече води предаването само в събота, отново в екип с Марчева. Мария Цънцарова и Петя Дикова стават водещите в неделя.

## Филмография
- „Изгубена и намерена в Рим“ (Lost & Found in Rome) (2020) (Франция, България) – Клер Малвези, майката на Алекс
- „Нокаут или всичко, което тя написа“ (2016) – Евелин
- „Корпус за бързо реагиране 2: Ядрена заплаха“ (2014) – Георгиева
- „Корпус за бързо реагиране“ (2012)
- „BG – Невероятни разкази за един съвременен българин“ (1996), 2 серии – екскурзоводка / келнерка
- „Момчетата от оградата“
- „Окото на огъня“
- „Емигранти“
- „Филип“ (тв, 2004) – Невена
- „Морска сол“
- „Забранена любов“
- „Кодът“
- „Тя и той“
- „Каналето“ (Тв предаване)
- „Нощен магазин“ (Тв предаване)
- „Закуска в леглото“ (Тв предаване)
- „Конан варварина“
- „Опасен гост“

## Театрални постановки
- „Гняв“
- „Медеа“
- „Грешки от любов родени“
- „Кланица“
- „Сластно, страстно и горчиво“
- „Двубой“
- „Едмънд“
- „Шемет“
- „Хладнокръвно в Уест Сайд“
- „Нощен квартет“
- „Ножица трепач“
- „Апокалипсис кога?“
- „Жена ми се казва Борис"